# Talong
Talong (englisch Talong Island), auch Tulang (Tulang Island) genannt, ist eine kleine philippinische Insel nördlich der Insel Pacijan in der Camotes-See. Talong gehört zur Stadtgemeinde (bayan oder municipality) San Francisco. 

## Geographie
Talong liegt knapp 400 m vor der Nordküste von Pacijan und erstreckt sich über 1,5 km mit einem schmalen Ende im Südosten und einem breiten Ende im Nordwesten.
Der Nordwestteil der Insel ist üppig bewachsen, jedoch unbewohnt, der schmale und kleinere Südwestteil bis auf den Sandstrand an der Südostküste dicht bebaut. 
Talong gehört mit drei naheliegenden, jedoch deutlich größeren Inseln zur Gruppe der Camotes-Inseln in der philippinischen Provinz Cebu.

## Tourismus
Der feine Sandstrand auf Talong ist für Touristen häufig das Ziel kurzer Bootsüberfahrten ab dem Küstenort Tulang Daku auf Pacijan; daher ist die Insel lokal auch unter dem Namen Tulang Diot bekannt.